# Hydrellia flavicornis
Hydrellia flavicornis är en tvåvingeart som först beskrevs av Fallen 1823.  Hydrellia flavicornis ingår i släktet Hydrellia och familjen vattenflugor. Arten är reproducerande i Sverige. Inga underarter finns listade i Catalogue of Life.